# Xã North Green, Quận Polk, Missouri
Xã North Green (tiếng Anh: North Green Township) là một xã thuộc quận Polk, tiểu bang Missouri, Hoa Kỳ. Năm 2010, dân số của xã này là 392 người.